# Трихлороцтова кислота
Трихлороцтова кислота — це галогенкарбонова кислота з хімічною формулою {\displaystyle {\ce {Cl3C-COOH}}}. За звичайних умов є безбарвними кристалами, добре розчинними у воді.

## Історія
Уперше синтезована 1840 року хлоруванням оцтової кислоти на сонячному світлі.

## Хімічні властивості
Трихлороцтова кислота має всі властивості, характерні для галогенкарбонових кислот. Вступає у реакції нуклеофільного заміщення.
Трихлороцтова кислота є достатньо сильною кислотою: pH її розчину з молярністю 0,1 становить 1,2, а pKa — 0,51.
При нагріванні з лугами або амінами декарбоксилюється з утворенням хлороформу:
{\displaystyle {\ce {Cl3C-COOH->[{t,\ OH^{-}}][{-CO_{2}}]Cl3CH}}}

## Отримання
- Трихлороцтову кислоту отримують α-галогенуванням оцтової кислоти чи хлороцтової кислоти. При цьому як каталізатор може бути застосований гіпохлорит кальцію, можливо сполуки феруму та купруму. Температура реакції — 140 - 160 °С:[2][5]

{\displaystyle {\ce {CH3-COOH + 3Cl2 ->CCl3-COOH + 3HCl}}}
- Також отримують окисненням хлоралю нітратною кислотою[3]:

{\displaystyle {\ce {CCl3-CO-H + HNO3 ->CCl3-COOH + HNO2}}}
- Ще один спосіб отримання — окиснення тетрахлоретилену киснем у присутності води[3]:

{\displaystyle {\ce {CCl2=CCl2 + 1/2O2 + H2O ->CCl3-COOH + HCl}}}

## Токсичність
Можливий канцероген, IARC відносить до групи 2B.